# Obituaire
Un obituaire (du latin obitus : mort, décès) est un registre où sont inscrits le nom des morts et la date anniversaire de leur sépulture afin de commémorer régulièrement (quotidiennement ou parfois hebdomadairement) et célébrer des offices religieux pour le repos de leur âme. Il s'agit plus spécifiquement d'un registre mortuaire dans lequel est inscrit à chaque jour de l'année du calendrier romain, le nom des donateurs ecclésiastiques ou laïques qui ont contribué financièrement ou matériellement à la communauté religieuse (fonds, terres, reliques, objets liturgiques…), le contenu de leur donation à un établissement religieux, et le mode des distributions faites à chaque obit (aumônes, dons en nature ou en espèces à effectuer aux membres de la communauté religieuse, rentes constituées pour la commémoration de l'anniversaire…). Ce document nécrologique se distingue du nécrologe dans lequel l'inscription d'un défunt coïncide nécessairement avec la date de sa mort alors que dans l'obituaire figure la date à laquelle son anniversaire doit être célébré.
Employé comme adjectif, obituaire signifie que le nom qu'il qualifie a un rapport avec la mort, par exemple : registre obituaire, inscription obituaire, prêtre obituaire.

## Présentation

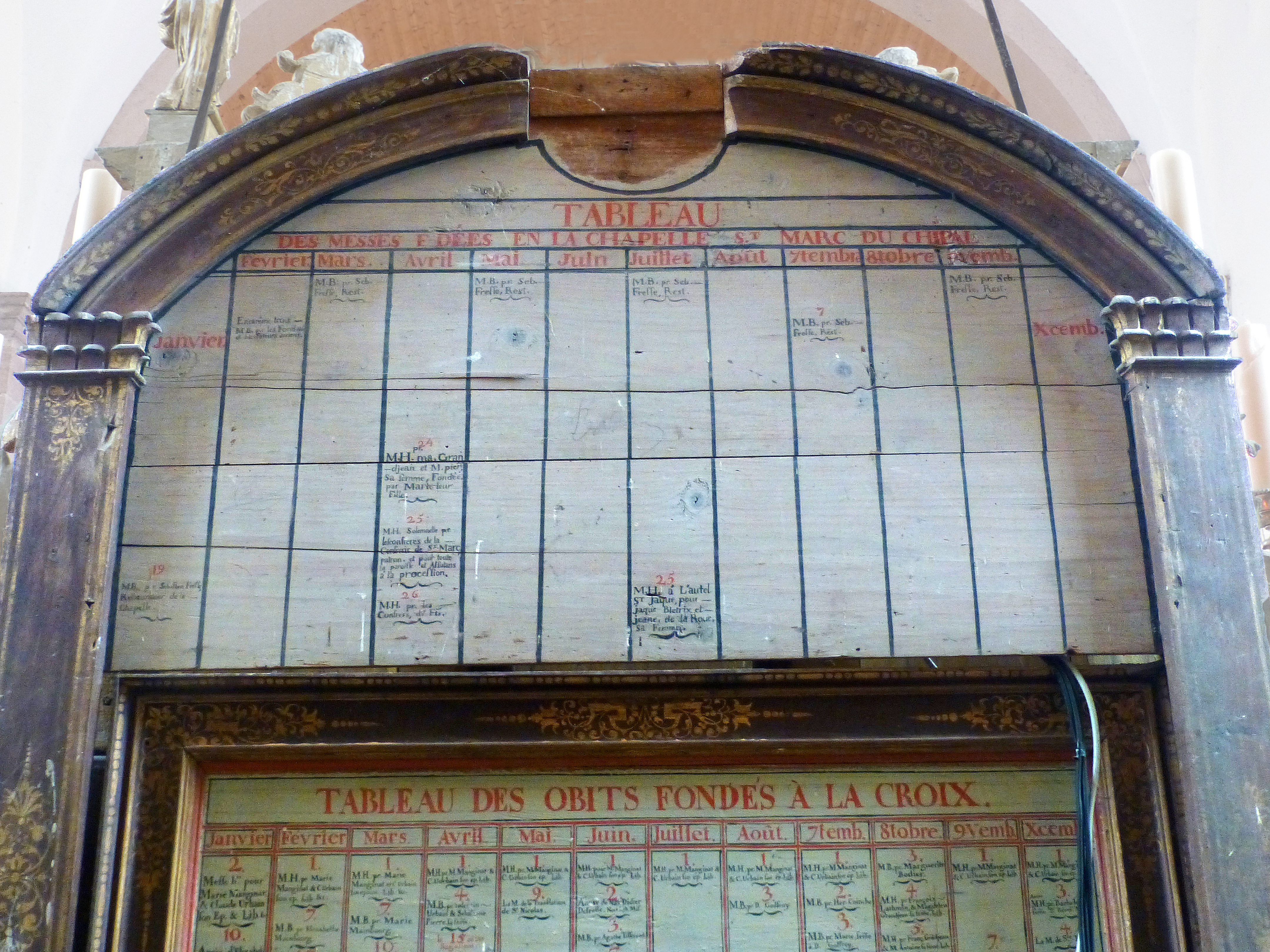
Tableau des obits à l'église Saint-Nicolas de La Croix-aux-Mines (Vosges).

L'obit est le nom des messes anniversaires dites pour les morts.
Par extension, l'obit est le nom de la chapelle fondée pour la célébration perpétuelle d'une messe anniversaire. On appelle aussi obit les honoraires payés au prêtre pour la célébration d'un service funéraire.
Le meuble renfermant le registre pouvait lui aussi se nommer obituaire par extension.
En droit canon, prétendant obituaire désignait un ecclésiastique qui réclamait en justice un bénéfice laissé vacant par décès du titulaire.